# Giovanni Testa
Giovanni Testa (ur. 31 lipca 1903 w Bergün/Bravuogn, zm. 18 października 1996 w Sankt Moritz) – włoski biegacz narciarski, uczestnik Zimowych Igrzysk Olimpijskich 1928.
Podczas Zimowych Igrzysk Olimpijskich w Sankt Moritz w 1928 roku startował w biegu na 18 km. Zajął w nim 34. miejsce z czasem 2:08:49 h.